# Belleoram
Belleoram es un pueblo canadiense situado en la provincia de Terranova y Labrador.

## Superficie
Belleoram tiene una superficie de 2,2 km².

## Demografía
En 2021, tenía 348 habitantes, una densidad poblacional de 158,4 hab./km², y 170 viviendas.